# Coryneum elevatum
Coryneum elevatum är en svampart som först beskrevs av Riess, och fick sitt nu gällande namn av B. Sutton 1975. Coryneum elevatum ingår i släktet Coryneum och familjen Pseudovalsaceae.   Inga underarter finns listade i Catalogue of Life.